# Conrad Vernon Morton
Conrad Vernon Morton, född den 24 oktober 1905, död den 29 juli 1972, var en amerikansk botaniker som skrev mycket om ormbunksväxter, han var även specialist på gloxiniaväxter och potatisväxter.
Auktorsnamnet C.V.Morton kan användas för Conrad Vernon Morton i samband med ett vetenskapligt namn inom botaniken; se Wikipediaartiklar som länkar till auktorsnamnet.